# ایپی ساگا
ایپی ساگا (انگلیسی: Ippei Saga؛ زادهٔ ۲۰ مهٔ ۱۹۸۰) بازیکن فوتبال اهل ژاپن است.
از باشگاه‌هایی که در آن بازی کرده‌است می‌توان به باشگاه فوتبال کونسادول ساپورو اشاره کرد.